# Angelo Iachino
Angelo Iachino, riportato a volte come Angelo Jachino (Sanremo, 24 aprile 1889 – Roma, 3 dicembre 1976), è stato un ammiraglio italiano.
La figura dell'ammiraglio Angelo Iachino spicca come una delle personalità militari italiane più illustri e controverse della seconda guerra mondiale. Combatté nella guerra italo-turca e poi nella prima guerra mondiale, alla fine della quale si distinse come comandante di una torpediniera. Dagli anni venti fece una rapida carriera che lo portò al grado di contrammiraglio nel 1936. Dal dicembre 1940, con il grado di ammiraglio di squadra, ebbe il comando della flotta italiana. Da allora e per i due anni successivi fu il protagonista della guerra navale italiana nel Mediterraneo. Iachino lasciò il comando della squadra nell'aprile 1943, sostituito dall'ammiraglio Carlo Bergamini. Nel dopoguerra, lasciato il servizio attivo, si dedicò a scrivere una memorialistica riguardante il suo periodo di comando in guerra.

## Biografia
Figlio di Giuseppe, un professore di scuola media, e di Emilia Piccione, Angelo Iachino entrò all'età di soli 15 anni all'Accademia Navale di Livorno, uscendone il 14 novembre 1907 con il grado di guardiamarina. Poco più che ventenne, partecipò alla campagna di Libia, con il grado di sottotenente di vascello; allo scoppio della prima guerra mondiale Iachino aveva già il grado di tenente di vascello. Durante il conflitto fu dapprima imbarcato sulla corazzata Giulio Cesare e dal luglio 1917 ebbe il comando della torpediniera 66 PN, con il quale si distinse in varie azioni fra cui il rimorchio, nella notte fra il 31 ottobre e il 1º novembre, dei MAS aventi a bordo la "mignatta" di Paolucci e Rossetti, destinata all'Impresa di Pola. La 66 PN, in tale circostanza, fu tuttavia costretta a rientrare in porto da un'avaria, lasciando proseguire il rimorchio alla gemella 65 PN.
Per le sue azioni in Alto Adriatico Iachino ricevette la Medaglia d'Argento al Valor Militare nel novembre 1918.
Nel periodo tra le due guerre Iachino partecipò a numerose missioni all'estero, comandando tra l'altro anche la cannoniera fluviale Ermanno Carlotto dislocata a Tientsin in Cina (dal 1923 al 1928 fu addetto navale presso l'ambasciata italiana in Cina) e l'incrociatore Armando Diaz in una crociera propagandistica all'estero, durata dal 1º settembre 1934 al 6 febbraio 1935. Salì rapidamente di grado: capitano di fregata nel 1926 (comandando nel 1930 la 2ª squadriglia ct sul Nembo), fu promosso capitano di vascello il 22 febbraio 1932, contrammiraglio il 17 agosto 1936 ed ammiraglio di divisione il 1º gennaio 1938. Prese parte alla guerra civile spagnola, al comando di due gruppi di unità leggere, comandò nel 1938 la I divisione incrociatori e la divisione scuola comando, mentre nell'aprile 1939, a bordo dell'incrociatore Giovanni delle Bande Nere, partecipò all'invasione dell'Albania. Nello periodo 1º luglio 1939 - 14 settembre 1940 fu anche comandante dell'Accademia Navale di Livorno, divenendo ammiraglio di squadra il 16 settembre 1939.
Nell'estate 1940 Iachino assunse anche il contemporaneo comando della 2ª Squadra Navale formata dagli incrociatori pesanti della I e III Divisione e da quelli leggeri della VII, sostituendo l'ammiraglio Riccardo Paladini, colpito da angina pectoris il 25 luglio. Con bandiera sull'incrociatore pesante Pola, Iachino dal 26 luglio guidò la 2ª Squadra nella battaglia di capo Teulada del 27 novembre 1940.
Il 9 dicembre 1940 venne nominato comandante in capo della flotta al posto di Inigo Campioni, e in tale veste si trovò ad essere l'antagonista degli ammiragli inglesi Andrew Cunningham, Philip Vian (comandanti della Mediterranean Fleet) e James Somerville (comandante della Force H con base a Gibilterra), conducendo la flotta italiana nelle sue principali azioni di superficie dalla fine del 1940 all'inizio del 1943.
Il 9 febbraio 1941 Iachino guidò l'infruttuoso tentativo di intercettare la Forza H dopo che questa aveva bombardato Genova. Comandò poi la flotta italiana durante la Battaglia di Capo Matapan (26-29 marzo 1941), che sfociò nella più grande sconfitta mai subita dalla Regia Marina: considerando errati o esagerati i rapporti sulla presenza nelle vicinanze di corazzate britanniche, Iachino inviò l'intera I Divisione dell'ammiraglio Carlo Cattaneo in soccorso dell'incrociatore Pola, immobilizzato da aerosiluranti, il che portò la I Divisione ad essere annientata dal fuoco delle tre corazzate dell'ammiraglio Cunningham. Il suo comportamento a Capo Matapan è stato oggetto di molte critiche e discussioni, ma Iachino mantenne il comando della flotta.
Nel luglio e nel settembre del 1941 Iachino condusse ancora la flotta italiana in infruttuosi tentativi di intercettare convogli britannici diretti a Malta (Operazione Substance e Operazione Halberd). Durante la prima e la seconda battaglia della Sirte le forze navali al suo comando di scontrarono con quelle britanniche di scorta a convogli diretti a Malta, ma nonostante la superiorità delle sue forze Iachino - preoccupandosi di non sottostimare l'entità delle forze nemiche (al punto di credere a rapporti errati sulla presenza di inesistenti corazzate) e volendo evitare ad ogni costo un'azione notturna, per non ripetere gli errori di Matapan - non spinse abbastanza a fondo gli attacchi, e non riuscì così ad infliggere danni sensibili ai convogli nemici. La Battaglia di mezzo giugno (12-16 giugno 1942) fu invece il suo maggiore successo: nonostante le perdite causate dagli attacchi aerei e subacquei (il siluramento della corazzata Littorio e l'affondamento dell'incrociatore pesante Trento), continuò a navigare verso il convoglio britannico in navigazione da Alessandria d'Egitto a Malta, fino ad indurlo a rientrare in porto, rinunciando a rifornire l'isola.
Il 1º aprile 1943 Iachino venne rimpiazzato da Carlo Bergamini al comando della flotta da battaglia, e il 6 aprile successivo fu nominato ammiraglio d'armata. Nel 1945 fu collocato in ausiliaria, ma nel 1948, dopo un suo ricorso, venne reintegrato nel servizio. Nel 1954, raggiunto il grado di ammiraglio d'armata, lasciò il servizio attivo, per essere poi posto in congedo assoluto nel 1962.
Pubblicò alcune opere (diventate presto celebri) sugli avvenimenti della seconda guerra mondiale, nelle quali ricordò più volte come fattori limitanti dell'azione della Marina nel secondo conflitto, la mancanza di portaerei e del radar; dedicò in particolare tre suoi libri alla battaglia di Capo Matapan, cercando di spiegare e giustificare le sue azioni durante tale battaglia. Nel 1974 fece dono a Taranto del monumento al marinaio. Morì a Roma il 3 dicembre 1976.

## Promozioni
- Guardiamarina (14 novembre 1907)
- Sottotenente di vascello (15 maggio 1910)
- Tenente di vascello (30 aprile 1914)
- Capitano di corvetta (23 settembre 1920)
- Capitano di fregata (24 gennaio 1926)
- Capitano di vascello (22 febbraio 1932)
- Contrammiraglio (17 agosto 1936)
- Ammiraglio di divisione (1º gennaio 1938)
- Ammiraglio di squadra (16 settembre 1939)
- Ammiraglio di squadra designato d'armata (6 aprile 1942)
- Ammiraglio d'armata (6 aprile 1943).

## Pubblicazioni
- L'inversione di rotta nel combattimento navale, Roma, Off. Poligrafica Italiana, 1919.
- Sul punto rilevato, Roma, Soc. Poligrafica Italiana, 1919.
- Il telemetro nella navigazione costiera, Roma, Soc. Poligrafica Italiana, 1919.
- La girobussola. Trattazione elementare, Genova, Tipo-Litografia dell'Istituto Idrografico della Marina, 1921.
- Principi generali delle girobussole. Appunti del Capitano di corvetta Angelo Jachino, Genova, Tipografia dell'Istituto idrografico della R. Marina, 1922.
- Gaudo e Matapan. Storia di un'operazione della Guerra navale nel Mediterraneo (27-28-29 marzo 1941), Milano-Verona, A. Mondadori, 1946.
- Le due Sirti. Guerra ai convogli in Mediterraneo, Milano, A. Mondadori, 1953.
- Operazione mezzo giugno. Episodi dell'ultima guerra sul mare, Milano, A. Mondadori, 1955.
- La sorpresa di Matapan, Milano, A. Mondadori, 1957.
- Tramonto di una grande Marina, Milano, A. Mondadori, 1959.
- La campagna navale di Lissa, 1866, Milano, Il saggiatore, 1966. Opera sullo scontro navale tra la Marina italiana e quella austriaca nella terza guerra d'indipendenza.
- Il punto su Matapan, Milano, A. Mondadori, 1969.
- Le marine italiane nella battaglia di Lepanto. Celebrazione tenuta nella ricorrenza del IV centenario di Lepanto. Roma, 14 ottobre 1971, Roma, Accademia nazionale dei Lincei, 1971 (stampa 1972).